# Nicole Rotzsch
Nicole Rotzsch (* 20. Mai 1976 in Querfurt) ist eine deutsche Politikerin (CDU). Von 2002 bis 28. Juli 2015 war sie Mitglied des Landtages von Sachsen-Anhalt. Aufgrund ihrer Wahl zur Bürgermeisterin der Stadt Querfurt legte sie ihr Landtagsmandat ab und war vom 1. Juli 2015 bis 6. August 2017 Bürgermeisterin der Stadt Querfurt. Mit Wirkung zum 6. August 2017 legte sie im Juni 2017 das Amt der Bürgermeisterin nieder.

## Leben
Nach dem Abitur im Jahr 1994 am Gymnasium Querfurt studierte Nicole Rotzsch von 1994 bis 1998 Wirtschaftsingenieurwesen an der Fachhochschule Merseburg. Nach ihrem Studium arbeitete sie als Fachpraktische Mitarbeiterin im Arbeitswissenschaftlichen Labor an der Fachhochschule Merseburg. Zwischen 1999 und 2000 hatte sie einen Lehrauftrag an der Hochschule Anhalt (FH) in Dessau. Im Jahr 2000 arbeitete Rotzsch zunächst als Dekanatsassistentin am Fachbereich Wirtschaftswissenschaften an der Fachhochschule Merseburg und später als Assistentin der Geschäftsleitung der Deutschen Woolworth GmbH & Co. OHG Frankfurt am Main; eingesetzt war sie jedoch in Halle (Saale). Von 2001 bis 2003 war sie Mitarbeiterin im Bereich Controlling im Institut für Strukturpolitik und Wirtschaftsförderung Halle-Leipzig e. V.
Nicole Rotzsch war von Mai 2002 bis Juni 2015 Mitglied im Aufsichtsrat der Wohnungsbaugenossenschaft Querfurt e. G.
Sie ist verheiratet und lebt in Querfurt. Sie engagiert sich ehrenamtlich u. a. als Ehrenmitglied im Verein zur Förderung der Freiwilligen Feuerwehr Farnstädt e. V. und im Behindertenverband Querfurt e. V. sowie als Mitglied im Förderverein Freunde der Musik Querfurt e. V. und im Förderverein Kirche Unterfarnstädt e. V.

## Politik
Nicole Rotzsch trat 1997 der CDU bei. Seit 2001 war sie stellvertretende Vorsitzende des CDU-Stadtverbandes Querfurt und von 2006 bis 2015 dessen Vorsitzende. Zudem war sie von 2003 bis 2007 stellvertretende Vorsitzende des CDU-Kreisverbandes Merseburg-Querfurt und von 2004 bis 2007 Mitglied im Kreistag Merseburg-Querfurt. Auf Grund der Fusion der Landkreise Merseburg-Querfurt und Saalkreis zum Saalekreis übernahm sie von 2007 bis 2014 den stellvertretenden Vorsitz des CDU-Kreisverbandes Saalekreis und wurde zum Mitglied des Kreistages des Saalekreises gewählt. Von 2009 bis 2015 war sie zudem Mitglied im Stadtrat Querfurt, von Juli 2014 bis Juni 2015 dessen Vorsitzende.
Am 21. April 2002 gewann Nicole Rotzsch erstmals das Direktmandat für den Wahlkreis 41 (Querfurt). Bis zum 30. Juni 2015 vertrat sie die Region im Landtag von Sachsen-Anhalt. Der Wahlkreis 41 (Querfurt) umfasste bis dahin die Städte Querfurt, Mücheln, Allstedt und die Goethestadt Bad Lauchstädt sowie die Verbandsgemeinde Weida-Land. In der 5. Wahlperiode des Landtages von Sachsen-Anhalt war Nicole Rotzsch Vorsitzende der Enquetekommission „Die Gestaltung einer zukunftsfähigen Personalentwicklung im öffentlichen Dienst des Landes Sachsen-Anhalt“ sowie stellvertretende Vorsitzende im Ausschuss für Landesentwicklung und Verkehr und Mitglied im Ausschuss für Finanzen. Am 20. März 2011 wurde sie erneut direkt in den Landtag gewählt. In der 6. Wahlperiode war sie Mitglied des Ausschusses für Landesentwicklung und Verkehr. Außerdem wurde Nicole Rotzsch zur Vorsitzenden des Beirates „Frauen in Führungsfunktionen“ berufen, der den Ministerpräsidenten berät.
Am 1. März 2015 gewann Nicole Rotzsch mit 53,24 % der Stimmen die Wahl zur Bürgermeisterin der Stadt Querfurt. Am 1. Juli 2015 übernahm sie offiziell die Amtsgeschäfte im Querfurter Rathaus von ihrem Vorgänger Peter Kunert.
Im Juni 2017 erklärte sie, dass sie am 6. August 2017 als Bürgermeisterin zurücktreten werde, um Geschäftsführerin der Heilpädagogischen Hilfe Querfurt werden zu können.